# Holocaustontkenning
Holocaustontkenning of Holocaustrevisionisme is het geheel of gedeeltelijk ontkennen van de genocide op Joden in de Tweede Wereldoorlog.
Gedurende de Tweede Wereldoorlog pleegde nazi-Duitsland met medewerking van Europese bondgenoten en collaborateurs grootschalige en systematische genocide op Joden en andere bevolkingsgroepen die later bekend is geworden onder de term Holocaust. Grote delen van de administratie die hiervan was bijgehouden werden bij de ineenstorting van nazi-Duitsland in 1945 vernietigd, waardoor deze misdaden konden worden ontkend of gebagatelliseerd. Holocaustrevisionisten ontkennen de officiële lezing over deze historische feiten en gebeurtenissen. Zij zetten vraagtekens bij het aantal doden, de intenties van het naziregime en de wijze waarop de slachtoffers stierven.

## Terminologie en etymologie
Holocaustontkenners noemen hun werk liever historisch revisionisme en verzetten zich tegen de benaming 'ontkenners'. Deborah Lipstadt, hoogleraar aan de Emory University, schreef: 'De keuze van de ontkenners voor de naam revisionist om zichzelf te beschrijven, is een indicatie van hun basisstrategie van bedrog en vervorming en van hun poging zichzelf af te schilderen als legitieme historici die zich bezighouden met de traditionele praktijk van het belichten van het verleden.' Geleerden beschouwen dit als misleidend, omdat de methoden van Holocaustontkenning verschillen van die van legitieme historische revisie. Legitiem historisch revisionisme wordt uitgelegd in een resolutie die op 8 november 1991 werd aangenomen door de afdeling Geschiedenis van de Duke University en die op 13 november 1991 werd herdrukt in de Duke Chronicle, als reactie op een advertentie van het Comité voor Open Debat over de Holocaust van Bradley R. Smith:
Dat historici voortdurend bezig zijn met historische herziening is zeker correct; wat historici echter doen is heel anders dan deze advertentie. Historische herziening van belangrijke gebeurtenissen ... houdt zich niet bezig met de actualiteit van deze gebeurtenissen; het betreft eerder hun historische interpretatie – hun oorzaken en gevolgen in het algemeen.
Lipstadt schrijft dat moderne Holocaustontkenning zijn inspiratie haalt uit verschillende bronnen, waaronder een denkwijze die een gevestigde methode gebruikte om overheidsbeleid in twijfel te trekken.

In 1992 gaf Donald L. Niewyk enkele voorbeelden van hoe legitiem historisch revisionisme – het opnieuw onderzoeken van geaccepteerde geschiedenis en het updaten ervan met nieuw ontdekte, nauwkeurigere of minder bevooroordeelde informatie – kan worden toegepast op de studie van de Holocaust, naarmate nieuwe feiten opduiken die het historische begrip ervan veranderen:
Nu de belangrijkste kenmerken van de Holocaust duidelijk zichtbaar zijn voor iedereen behalve de opzettelijk blinden, hebben historici hun aandacht gericht op aspecten van het verhaal waarvoor het bewijs onvolledig of dubbelzinnig is. Dit zijn zeker geen kleine zaken, maar draaien om kwesties als Hitlers rol in de gebeurtenis, Joodse reacties op vervolging en reacties van omstanders zowel binnen als buiten het door de nazi's gecontroleerde Europa.
Daarentegen baseert de Holocaustontkenningsbeweging haar benadering op het vooropgestelde idee dat de Holocaust, zoals begrepen door de gangbare geschiedschrijving, niet heeft plaatsgevonden. Soms aangeduid als "negationisme", van de Franse term négationnisme geïntroduceerd door Henry Rousso, Holocaustontkenners proberen de geschiedenis te herschrijven door essentiële feiten te minimaliseren, ontkennen of simpelweg te negeren. Koenraad Elst schrijft:
Negationisme betekent het ontkennen van historische misdaden tegen de menselijkheid. Het is geen herinterpretatie van bekende feiten, maar het ontkennen van bekende feiten. De term negationisme is gangbaar geworden als de naam van een beweging om een specifieke misdaad tegen de menselijkheid te ontkennen, de nazi-genocide op de Joden in 1941-45, ook bekend als de Holocaust (Grieks: volledige verbranding) of de Shoah (Hebreeuws: ramp). Negationisme wordt meestal geïdentificeerd met de poging om de geschiedenis zodanig te herschrijven dat het feit van de Holocaust wordt weggelaten.
In "Secundair antisemitisme: van hardcore tot soft-core ontkenning van de Shoah" schrijft Clemens Heni:
In tegenstelling tot de hardcore versie is softcore ontkenning vaak niet makkelijk te herkennen. Vaak wordt het getolereerd, of zelfs aangemoedigd en gereproduceerd in de mainstream, niet alleen in Duitsland. Wetenschappers zijn pas onlangs begonnen dit verontrustende fenomeen te ontrafelen. Manfred Gerstenfeld bespreekt Holocaust trivialisering in een artikel gepubliceerd in 2008. In Duitsland publiceerden twee wetenschappers, Thorsten Eitz en Georg Stötzel, in 2007 een omvangrijk woordenboek van de Duitse taal en het discours met betrekking tot het nationaalsocialisme en de Holocaust. Het bevat hoofdstukken over Holocaust trivialisering en geconstrueerde vergelijkingen, zoals de beruchte "atomische Holocaust", "Babycaust", "Holocaust van abortus", "rode Holocaust" of "biologische Holocaust".

## Holocaustontkenning en het Israëlisch-Palestijns conflict
Volgens Joseph Massad, professor Arabische politiek verbonden aan de Columbia-universiteit, dient Holocaustontkenning in het Midden-Oosten vooral te worden bezien in het licht van het volgende: Volgens het zionistische standpunt rechtvaardigt de Holocaust het bestaan van de Joodse staat en impliceert de erkenning van de Holocaust, de erkenning van het bestaansrecht van de Joodse staat. Critici echter, spreken dit verband tussen de Holocaust en Israël tegen en stellen bovendien dat de Israëlische regering en pro-Israëlische groeperingen de herinnering aan de Holocaust en angst voor antisemitisme aanwenden voor politieke doeleinden. Desondanks trokken de meeste mensen in het Midden-Oosten de Israëlische uitleg niet in twijfel, die zegt dat wie de Joodse genocide erkent vanzelf het bestaansrecht van Israël erkent. Dit zou volgens Massad het gevolg hebben gehad dat deze mensen de Holocaust zijn gaan zien als louter een voorwendsel om de Israëlische onderdrukking van de Palestijnen te rechtvaardigen.
Diverse Arabische regeringen en staten zoals die van Irak, Syrië, Egypte en Jordanië evenals de Palestijnse Autoriteit publiceren Holocaustontkennende werken. Veelal betreft het vertalingen van Westerse revisionisten. Deze werden bestsellers in een aantal Arabische naties. De Palestijnse president Mahmoud Abbas schreef een proefschrift waarin hij onder verwijzing naar Robert Faurisson en Raul Hilberg stelde dat er helemaal geen zes miljoen, maar maximaal 890.000 Joden omgebracht zouden zijn.

### Ahmadinejad
Tijdens zijn ambtstermijn van 2005 tot 2013 deed de president van Iran, Mahmoud Ahmadinejad, regelmatig Holocaustontkennende uitspraken in het openbaar en oproepen tot eliminatie van de Joodse entiteit, onder enthousiaste bijval van vele radicale en fundamentalistische groeperingen in die regio. In het algemeen kan geconstateerd worden dat bij Holocaustontkennende uitspraken tegelijk grove antisemitische termen gebruikt worden waarbij tegelijkertijd ook nog eens de wens wordt uitgesproken om de zionistische entiteit te vernietigen.
In Teheran werd op 11 en 12 december 2006 de conferentie International Conference to Review the Global Vision of the Holocaust gehouden, over het ontkennen van de Holocaust. Tijdens de conferentie zou Ahmadinejad hebben opgeroepen de staat Israël te vernietigen. Dit citaat zou echter verkeerd zijn vertaald. Ahmadinejad zou gezegd hebben dat het Israëlische regime moest verdwijnen, wat een wezenlijk verschil uitmaakt.
De politieke achtergrond hiervan is dat als de Holocaust niet bestaan zou hebben, de Joden dan ook geen recht zouden hebben op een eigen staat.
Iran nodigde verscheidene westerse wetenschappers, antizionistische Joden en voor het merendeels revisionisten uit. Opmerkelijk was de aanwezigheid van Joden van Neturei Karta, een kleine ultra-orthodoxe stroming, die er niet de Holocaust ontkenden, maar aldus Rabbi Cohen tegen het gebruik van de Holocaust als legitimering van het lijden van andere mensen is en tegen het taboe van het discussiëren van de Holocaust is. Onder andere werd ook David Duke uitgenodigd, voormalig leider van de Amerikaanse Ku Klux Klan. Ook werd de Franse hoogleraar Robert Faurisson uitgenodigd, die beweert dat de Holocaust een mythe is. De Duitser Fredrick Töben probeert met een schaalmodel van Treblinka aan te tonen dat het fysiek onmogelijk was om daar 700.000 mensen om te brengen. De Israëlisch Arabische jurist Khaled Kasab Mahameed en deskundige op het gebied van de Holocaust werd de toegang ontzegd, omdat hij over een Israëlisch paspoort beschikt. Onder andere de Belgische minister van Buitenlandse Zaken, Karel De Gucht veroordeelde het houden van de conferentie, evenals het Vaticaan, de Duitse bondskanselier Angela Merkel en de Britse premier Tony Blair.

## Holocaustontkenning in wetgeving
Het Europees Hof voor de Rechten van de Mens kwalificeert het ontkennen (bewust miskennen) van de Holocaust wegens de onlosmakelijke verbondenheid met een antisemitisch streven als een vorm van misbruik van recht ex artikel 17 van het EVRM.:163
In Canada, Frankrijk, Hongarije, Israël, Litouwen, Nieuw-Zeeland, Oostenrijk, Polen, Slowakije, Zuid-Afrika en Zwitserland is Holocaustontkenning strafbaar. Sinds 1 april 2010 is het ontkennen, bagatelliseren of goedpraten van de Holocaust ook in Hongarije verboden en wordt dit bestraft met een gevangenisstraf van drie jaar.

### Nederland
In Nederland is het bagatelliseren, ontkennen of goedpraten van de Holocaust via een speciale wetgeving verboden. In Nederland heeft de Hoge Raad in 1995 (in de zaak tegen Siegfried Verbeke) bepaald dat onderwijsmateriaal waarin de gaskamers ontkend worden valt onder het discriminatieverbod en dus strafbaar is volgens de artikelen 137c en 137e van het Wetboek van Strafrecht. Regelmatig wordt door het Meldpunt Discriminatie Internet tegen bepaalde uitingen van revisionisme op internet opgetreden.
In 2009 stelde de fractieleider van de VVD Mark Rutte voor de ontkenning van de Holocaust in principe toe te staan onder de vrijheid van meningsuiting, wat tot wijdverbreide kritiek leidde.
Sinds oktober 2024 is, om te voldoen aan Europese wetgeving, het ontkennen of bagatelliseren van de Holocaust, samen met andere misdaden tegen de menselijkheid en oorlogsmisdaden, strafbaar.

### België
Sinds 23 maart 1995 kent België de Negationismewet die het ontkennen, minimaliseren, rechtvaardigen of goedkeuren van de genocide (zoals de Holocaust), gepleegd door het Duitse nationaalsocialistische regime tijdens de Tweede Wereldoorlog, strafbaar stelt.

### Duitsland
In Duitsland wordt het openbaar ontkennen van de Holocaust naar §130 van het Duitse strafwetboek strafbaar gesteld. Het Bundesverfassungsgericht noemt het ontkennen van de Holocaust een bewezen onware uitlating die niet beschermd wordt door de vrijheid van meningsuiting:
BVerfG 13 april 1994, AfP 1994, p. 126: Bei der untersagten Äußerung, daß es im Dritten Reich keine Judenverfolgung gegeben habe, handelt es sich um eine Tatsachenbehauptung, die nach ungezählten Augenzeugenberichten und Dokumenten, den Feststellungen der Gerichte in zahlreichen Strafverfahren und den Erkenntnissen der Geschichtswissenschaft erwiesen unwahr ist. Für sich genommen genießt eine Behauptung dieses Inhalts daher nicht den Schutz der Meinungsfreiheit.:162
Vooral in de jaren tachtig zijn in Duitsland zware straffen uitgesproken tegen mensen die openlijk hun twijfels uitten over de officiële Holocaustversie. In Duitsland kan sinds 1985 (de wetgeving is nog verder uitgebreid in 1992, 2002 en 2005) conform twee verschillende strafwetten, te weten artikel 130-Volksverhetzung (lid 1 en 3 maximaal vijf jaar gevangenisstraf, lid 4 maximaal drie jaar gevangenisstraf) en artikel 189-Verunglimpfung des Andenkens Verstorbener (maximaal twee jaar gevangenisstraf), worden gestraft. Begin 2009 werd de controversiële advocaat Horst Mahler door verschillende Duitse rechtbanken (onder andere München en Potsdam) in onafhankelijke zaken wegens Holocaustontkenning en banalisering van nazi-misdaden veroordeeld tot lange, na elkaar uit te zitten gevangenisstraffen.

### Oostenrijk
Op 20 februari 2006 werd David Irving in Oostenrijk veroordeeld tot een gevangenisstraf van 3 jaar omdat hij tijdens een aantal lezingen in 1989 het bestaan van gaskamers had ontkend.

### Verenigde Staten
Sommige mensen die de Holocaust niet ontkennen, zoals Noam Chomsky, zijn desondanks tegen een verbod en vinden dat net als in de VS de vrijheid van meningsuiting zwaarder zou moeten wegen. Dit leidde tot een rel toen Serge Thion een van Chomsky's essays gebruikte als een voorwoord van een boek met Holocaustontkennende essays.

## Lijst van bekende Holocaustontkenners
(Alfabetische rangschikking)
- Mahmoud Ahmadinejad[24]
- Salvador Borrego
- Willis Carto
- Léon Degrelle
- Robert Faurisson
- Michael A. Hoffman II[25]
- Eric Hufschmid
- David Icke
- David Irving[23]
- Nicholas Kollerstrom
- Fred Leuchter[26]
- Horst Mahler
- David McCalden[27]
- Eustace Mullins[28]
- Roeland Raes[29]
- Paul Rassinier[26]
- Florrie Rost van Tonningen
- Miguel Serrano
- Gerald Smith
- Siegfried Verbeke
- Mark Weber[bron?]
- Richard Williamson
- Ernst Zündel[bron?]

## Bestrijders van de Holocaustontkenning
- Deborah Lipstadt, auteur van Denying the Holocaust
- Robert Jan van Pelt, Auschwitz-expert

### Debunking-sites
- Platform Educatie WOII en Sjoa (Nederlandse vertaling 66 vragen Nizkor)
- The Nizkor Project

### Revisionistische websites
- Institute for Historical Review
- Committee for Open Debate on the Holocaust (CODOH)
- World War II Revisionist FAQ